# مرا به یاد داشته باش
مرا به یاد داشته باش (به انگلیسی: Remember Me) یک فیلم رمانتیک آمریکایی محصول سال ۲۰۱۰ کارگردانی‌شده توسط آلن کولتر و با فیلم‌نامه‌ای از ویل فترس است.